# Phoenix Film Critics Society Awards 2009
10° PFCS Awards

22 dicembre 2009

Miglior film:

 Bastardi senza gloria 
I premi del 10° Phoenix Film Critics Society Awards in onore del miglior cinema del 2009, sono stati annunciati il 22 dicembre 2009.

## Premi assegnati

### Miglior film
Bastardi senza gloria

### Miglior regista
Quentin Tarantino - Bastardi senza gloria

### Miglior attore
George Clooney - Tra le nuvole

### Miglior attrice
Meryl Streep - Julie & Julia

### Miglior attore non protagonista
Christoph Waltz - Bastardi senza gloria

### Miglior attrice non protagonista
Mo'Nique - Precious

### Miglior cast
Bastardi senza gloria

### Migliore sceneggiatura originale
Up - Bob Peterson, Pete Docter

### Migliore adattamento della sceneggiatura
Tra le nuvole - Jason Reitman, Sheldon Turner

### Miglior film di animazione
Up

### Miglior film in lingua straniera
Gli abbracci spezzati, Spagna

### Miglior documentario
Capitalism: A Love Story

### Miglior fotografia
Avatar - Mauro Fiore

### Migliore scenografia
Avatar

### Migliori costumi
The Young Victoria

### Miglior montaggio
Avatar - James Cameron, John Refoua e Stephen E. Rivkin

### Migliori effetti speciali
Avatar

### Migliori stunt-men
Star Trek

### Migliori musiche originali
Crazy Heart - "The Weary Kind"

### Migliore colonna sonora
Up - Michael Giacchino

### Miglior film per la famiglia
Harry Potter e il principe mezzosangue

### Miglior attore debuttante
Jae Head - The Blind Side

### Miglior attrice debuttante
Saoirse Ronan - Amabili resti

### Migliori prestazioni dietro la cinepresa
Neill Blomkamp - District 9

### Migliori prestazioni davanti alla cinepresa
Gabourey Sidibe - Precious

### Miglior film passato inosservato
Moon